# Try It Out (Gino Soccio)
Try It Out è un singolo del 1981 del produttore canadese Gino Soccio, estratto dall'album Closer.
Il brano rimase in testa alla classifica statunitense Hot Dance Club Songs di Billboard per sei settimane, risultando il brano dance più ascoltato dell'intero anno. Inoltre, si classificò al ventiduesimo posto nella Hot R&B/Hip-Hop Songs.